# Секора, Ондржей
Ондржей Секора, (чеш. Ondřej Sekora; 25 сентября 1899, Брно — 4 июля 1967, Прага) — чешский художник, иллюстратор художественной литературы, писатель, журналист, энтомолог и спортивный деятель. Наибольшую известность приобрёл как автор детских книг про муравья Ферду, «Ура! за Зденеком» (вышли также в русском переводе) и жука Пытлика. Также Секора был одним из первых энтузиастов регби в Чехословакии.

## Биография
В 1919 г. окончил гимназию в Вышкове. Затем учился на юридическом факультете Масарикова университета. Начиная с 1921 г. работал спортивным редактором, иллюстратором, журналистом и комментатором в газете Лидове новины в Брно. В 1923 г. женился на Маркете Калабусовой, но развёлся уже через год. В 1927 г. редакция газеты Lidové noviny переехала в Прагу. В 1929—1931 гг. учился частным порядком у профессора Арношта Хофбауэра.
В 1931 г. женился во второй раз, на Людмиле Роубичковой, которая в конце того же года родила ему сына Ондржея (ум. 2004). В 1941 г. был уволен с должности и исключён из Федерации чешских журналистов по причине смешанного брака (его жена была еврейкой и в годы войны находилась в Терезинском гетто). С октября 1944 г. по апрель 1945 г. находился в немецких концлагерях в Кляйнштайне (ныне Польша) и Остероде (Германия). В Остероде Секора познакомился с актёром Олдржихом Новым, с которым попытался организовать в лагере кукольный театр. Как Ондржей Секора, так и его жена пережили войну.
Был членом Компартии Чехословакии. В послевоенные годы принимал активное участие в коммунистической агитации и пропаганде, работал редактором в журналах Práce (Труд) и Dikobraz (Дикобраз). С 1949 г. также руководил отделом в Государственном издательстве детской книги (Státní nakladatelství dětské knihy, SNDK). В поздние годы занимался только рисованием, написанием и иллюстрированием книг. В 1964 г. получил титул Заслуженного артиста (в Чехии присваивается не только актёрам, но и вообще деятелям искусства), а в 1966 г. получил Премию Марии Майеровой. В 1964 г. пережил сердечный приступ и отошёл от общественной деятельности. Умер в 1967 г. Похоронен на кладбище Малвазинки в Праге.

## Регби
Союз регбистов был создан в Чехословакии по инициативе Ондржея Секоры после его возвращения из Франции в 1926 г., откуда он привёз первый мяч для регби и свод правил. Первый матч по регби состоялся в г. Брно, столице Моравии, где тогда работал Секора; в матче участвовали команды Moravská Slávie (Брно-Писарки) и AFK Zizka (Брно), также созданные при его активном участии — Секора был тренером обеих. Также ему принадлежит заслуга создания чешской терминологии игры в регби. Позднее Секора был соучредителем и редактором журнала Sport.
В честь Секоры назван астероид основного пояса 13406 Sekora, открытый в 1999 г.